# Poslední otázka
Poslední otázka (anglicky „The Last Question“) je vědeckofantastická povídka spisovatele Isaaca Asimova, která vyšla poprvé v listopadu 1956 v časopise Science Fiction Quarterly. Byla následně zařazena do povídkových sbírek, např. Nine Tomorrows (1959), Opus 100 (1969), The Best of Isaac Asimov (1973) a Robot Dreams (1986). Česky vyšla např. ve sbírce Sny robotů (1996).
Povídka pojednává o bilionech let evoluce lidstva a počítačů. Jedním z vedlejších témat povídky je miniaturizace počítačů, konkrétně počítače Multivac, jenž se objevuje i v dalších autorových povídkách, např. „Stroj, který vyhrál válku“, „Úhel pohledu“, „Žertéř“. Poslední otázka je jedna ze tří autorových nejoblíbenějších povídek vedle „Dvěstěletý člověk“ (anglicky „The Bicentennial Man“) a „Ošklivý chlapeček“ (anglicky „The Ugly Little Boy“), přičemž je z nich nejoblíbenější.

## Postavy
- Alexander Adell - obsluha Multivacu
- Bertram Lupov - obsluha Multivacu
- Jerrod / Jerrodine / Jerrodette I. / Jerrodette II. - rodina (muž, žena, dcery)
- VJ-23X z Lamethu
- MQ-17J z Nicronu
- Zee Prime
- Dee Sub Wun
- Člověk
- Multivac / Microvac / Galaktický AC / Vesmírný AC / Kosmický AC / AC (pův. zkratka pro Analog Computer, česky analogový počítač) - ústřední počítač

## Děj
Povídka je rozčleněna do několika příběhů, časový rozdíl mezi prvním a posledním příběhem je více než 10 000 000 000 000 let (10 bilionů).
- Příběh 1

14. května 2061 dal ústřední počítač Microvac odpověď na otázku, jak efektivně využívat sluneční energii a zbavit se tak závislosti na docházejících pozemských energetických zdrojích (uhlí, uran). S novým zdrojem energie je nyní lidstvo schopno kosmických letů za hranice Sluneční soustavy. Nastává expanze lidské rasy do vesmíru.
Dva technici obsluhující Multivac - Alexander Adell a Bertram Lupov - se baví o dalším vývoji. Skeptický Lupov se s Adelem vsadí o 5 $, že na otázku zda je možné zvrátit proces entropie ve vesmíru odpoví Multivac záporně. Multivac vytiskne odpověď na pásku, kde stojí nicneříkající text: „NEDOSTATEČNÁ DATA PRO SMYSLUPLNOU ODPOVĚĎ.“
- Příběh 2

Jerrod se ženou Jerrodine a dcerami Jerrodette I. a Jerrodette II. cestuje na planetu X-23. Lidstvo za pomoci počítače Microvacu (vyspělejší verze Multivacu) ovládlo technologii skoku hyperprostorem a kolonizaci Galaxie už nic nestojí v cestě. Při rozhovoru manželů se jedna z dcer zeptá, co je to entropie (Jerrod to slovo zmínil v kontextu, že za miliardy let vesmír skončí). Jerrod dceři vysvětlí, že je to opotřebovávání vesmíru, jako když se opotřebovává její robot na hraní. Holčička se zeptá, jestli se pak nedají jen jednoduše vyměnit baterie. Jerrod jí chce vysvětlit, že těmi bateriemi jsou hvězdy a až vyhasnou, další nebudou. To děvčátko zarmoutí, řekne, ať se zeptá počítače Microvacu, jak hvězdy zapnout. Otec jí chce zlepšit náladu a tak zformuluje otázku (de facto stejnou, jako položil v minulosti technik Adell), jak zvrátit entropii. Dostane se mu odpovědi: „NEDOSTATEČNÁ DATA PRO SMYSLUPLNOU ODPOVĚĎ.“
- Příběh 3

Uplyne 20 000 let od vynálezu zpracování sluneční energie a Galaxie je již zcela osídlena lidmi. Populace se každých 10 let zdvojnásobuje, protože bylo dosaženo teoretické nesmrtelnosti. Vyvstává i potřeba nových zdrojů energie, neboť lidská civilizace spotřebovává ročně 2 slunečně-energetické jednotky, přičemž samotná galaxie jich za rok vyzáří 1 000. VJ-23X z Lamethu a
MQ-17J z Nicronu se baví o nesmrtelnosti a spotřebě energie a řeč se stočí na zánik vesmíru. Opět padne stejná otázka, kterou ústřední počítač Galaktický AC (galaktická verze Microvacu) zodpoví takto: „NEDOSTATEČNÁ DATA PRO SMYSLUPLNOU ODPOVĚĎ.“
- Příběh 4

Lidé se pomalu zbavují svých fyzických těl a vesmírem krouží pouze jejich mentální formy, mysl. Téměř všechny galaxie už jsou obsazeny a ve vesmíru začíná docházet místo. Zee Prime chce od ústředního počítače vědět, která galaxie je ta, kde vzniklo lidstvo. Když se dozví, že se v ní právě nachází, chce vědět, co se stalo s původní hvězdou (Sluncem). Z té se stala nova. I Zee Prime se zeptá, jak je možné zabránit smrti hvězd, Vesmírný AC (ústřední počítač, jehož velká část leží v hyperprostoru) nedokáže dát konkrétní odpověď: „NEDOSTATEČNÁ DATA PRO SMYSLUPLNOU ODPOVĚĎ.“
- Příběh 5

Lidstvo se (mentálně) transformovalo do jediné ohromné entity zvané jednoduše Člověk. Vesmír je na pokraji zániku, naprostou většinu hvězd tvoří bílí trpaslíci. Zbývá poslední 1 000 000 000 let (1 miliarda) a Člověk chce vědět, jak tomu zabránit. Ústřední počítač zvaný Kosmický AC nacházející se celý v hyperprostoru sdělí: „NEMÁM ZATÍM DOSTATEČNÁ DATA PRO SMYSLUPLNOU ODPOVĚĎ“ a dodá, že mu stejná otázka byla v minulosti položena několikrát. Na odpovědi stále pracuje. To Člověka uspokojí.
- Příběh 6

Uplyne poslední miliarda let a vesmír zčerná, už jej neosvětluje jediná hvězda, všechny vyhasly. Člověk postupně splynul s ústředním počítačem AC, a ještě než odešel navždy, zeptal se ho, jestli se nedá zařídit vznik nového vesmíru. Počítač stále není schopen poskytnout uspokojivou odpověď: „NEMÁM ZATÍM DOSTATEČNÁ DATA PRO SMYSLUPLNOU ODPOVĚĎ.“
- Příběh 7

Hmota, energie, prostor, čas - to vše skončilo. Existuje pouze AC v hyperprostoru. Všechny otázky byly zodpovězeny, zbývá jediná, kterou je třeba vyřešit. Dokud se to nepodaří, AC se nemůže vypnout. Po časově neurčené době (čas neexistuje) AC přijde na řešení. Když už není žádný člověk, kterému by odpověděl, musí se spokojit s názornou demonstrací. AC během své doby nashromáždil veškerá možná data, která existovala v zaniklém vesmíru. Po pečlivě připraveném programu zahájí proces vytváření nového vesmíru slovy „BUDIŽ SVĚTLO!“

## Česká vydání
Česky vyšla povídka v následujících sbírkách nebo antologiích:
Pod názvem Poslední otázka:
- Sny robotů (Knižní klub 1996; Mustang 1996)[2]
- Velmistři SF 2 (Baronet, 2002)